# マツダ・センティア
センティア（Sentia ）は、マツダが1991年から2000年にかけて販売していた、Eセグメントに属する高級乗用車である。ルーチェに代わるマツダのフラッグシップモデルであるが、ルーチェと異なりロータリーエンジン搭載車はラインナップされていない。
アメリカ合衆国においてはルーチェと同じく「マツダ・929」として販売された。

## 初代 HD系（1991年-1995年）
1991年5月発売。「パーソナルユースに徹した、3ナンバー専用のプレステージセダン」というコンセプトのもと開発され、カペラに搭載されていたものと基本的に同様の車速感応型4WSシステムや、ガラス製サンルーフ部分に太陽電池を組み込み停車中の車内をファンで換気する「ソーラーサンルーフ」など、マツダが持つ当時の最先端技術の粋を集めたモデルであった。最小回転半径は4WSシステム搭載車で4.9m、非装着車は5.6m。
マツダが展開していた販売店ブランドアンフィニからは、姉妹車として「アンフィニ・MS-9」が発売された。

ボディサイズはトヨタ・セルシオに近いサイズにまで拡大されたが、実際には1989年4月施行となった税制改正の時期が読めなかった開発途中の段階では、従来のルーチェと同様の5ナンバー仕様と拡幅ボディ仕様との両方を開発していた。そのデザインもなかなか方向性が決まらず、1986年6月から制作が開始された1/1クレイモデルについても途中から拡幅ボディ仕様に一本化されたものの、合計16台が制作された。こうした難産の末、17作目として1/5クレイモデルでようやくテーマが決まったのが1988年12月で、そこからは翌1989年1月に1/1モデル、同年4月には役員承認を受けるといった具合に急ピッチで開発が進められた。デザイナーの田中俊治によれば、デザインコンセプトは「遊想パーソナルセダン（セダンとしての要件を踏まえつつ、想いを遊ばせるようなクルマ）」であるという。
そのスタイリングは、先代にあたるルーチェの直線を基調としたボクシーなプロポーションから一転し、イギリス車のジャガーを連想させる低いボディに豊かな曲面構成と美しいプロポーションを誇る、やや低く伸びやかでエモーショナルなスタイリングをまとっている。そのため、一部の間では本車をユーノス・コスモのサルーンバージョンと受け取る向きもあった。
このデザインは海外の自動車デザイナーからも非常に高い評価を受けており、当時ルノーのデザイン部門を率いていたパトリック・ルケマンは東京モーターショーに来場した際に本車に触れ、「マツダのデザインは独創的だが、特にこの車はとても美しい」と誉めそやしたという。
当初はルーチェの13B型ロータリーターボエンジン搭載車を所有しているユーザーの代替需要を狙い、20B型3ローターターボエンジンの搭載も予定されていたが、バブル崩壊による景気の悪化とそれに伴うマツダの経営危機から断念された。
エンジンはV型6気筒のみで、J5-DE型2.5LとJE-ZE型3.0Lが搭載され、トランスミッションは4速ATのみが設定された。4WSシステムは全車に標準装備され、トップグレードである3.0 エクスクルーシブには上記の「ソーラーサンルーフ」のほか、本革シートや300Wの出力を誇った6連奏CDオートチェンジャー付ステレオ、ステアリング連動式フォグランプが標準装備された。
1992年8月、「25リミテッドG」を追加。
1994年1月のマイナーチェンジに際し、MS-9が本車に統合された。フロントヘッドランプのクリア化やフロントグリルのブラックアウト化といった一部変更とともにグレード構成の見直しが実施され、全車に標準装備されていた4WSシステムの一部グレードでの非標準装備化、CCS（カーコミュニケーションシステム）のオプション設定化がなされた。
1995年9月、生産終了。在庫対応分のみの販売となる。
1995年11月、2代目と入れ替わる形で販売終了。
| グレード名称       | 生産年度             | 車両型式 | 排気量  | 新車価格  |
| ------------------ | -------------------- | -------- | ------- | --------- |
| 25 リミテッド      | 1991年5月-1993年12月 | E-HD5S   | 2,494cc | 275.0万円 |
| 25 リミテッド S    | 1991年5月-1993年12月 | E-HD5S   | 2,494cc | 298.5万円 |
| 30 リミテッド J    | 1991年5月-1993年12月 | E-HDES   | 2,954cc | 316.0万円 |
| 30 リミテッド G    | 1991年5月-1993年12月 | E-HDES   | 2,954cc | 348.5万円 |
| エクスクルーシブ   | 1991年5月-1993年12月 | E-HDES   | 2,954cc | 413.5万円 |
| 25 タイプJ         | 1994年1月-1995年9月  | E-HD5P   | 2494cc  | 279.8万円 |
| 25 タイプJ-X       | 1994年1月-1995年9月  | E-HD5S   | 2494cc  | 328.5万円 |
| 30 タイプJ         | 1994年1月-1995年9月  | E-HDEP   | 2,954cc | 303.0万円 |
| 30 タイプJ-X       | 1994年1月-1995年9月  | E-HDEP   | 2,954cc | 364.0万円 |
| エクスクルーシブ   | 1994年1月-1995年9月  | E-HDEP   | 2,954cc | 414.5万円 |
| ロイヤルクラシック | -万円                |          |         |           |

## 2代目 HE系（1995年-2000年）
1995年11月発売。当時の不景気やマツダの台所事情を考慮し、開発の中途ではMPVと同様に初代のビッグマイナーチェンジとする案も出された。最終的に経営会議の席上で、ビッグマイナーチェンジ版とフルモデルチェンジ版の両方が検討された結果、後者が採用された。
先代のパーソナルセダンからはうってかわり、いわゆる「中型車要件」を盛り込んだフォーマル需要にも対応できるセダンへと変貌した。そのため、スタイリッシュであった先代と比べて押し出し感や威厳を強調させたスタイリングとなり、幻に終わったアマティ1000のスタイルにもよく似ているとされる。さらに、当時同じくフォード傘下にあったジャガー・XJにも、内装のインパネデザインなど影響を受けた所も多数ある。このようなデザイン等の変更により、初代にて不評であった後席居住性やトランク容量が改善された。
この大幅なスタイルの変化は、マツダのフラッグシップとなる予定であったアマティ1000が発売されなかったことにも起因するもので、逆に初代センティアがパーソナルかつスタイリッシュな装いだったのも、重厚な装いを纏うアマティ1000を発売する前提があったからこそあれだけ大胆な方向へ振ることができた、とも言われている。
広告およびCMキャクラターにショーン・コネリーを起用し、重厚かつ高級さを前面に押し出したCMを放送していたが、時代の流れに乗り切れず販売の増加にもつながらなかった。韓国の起亜自動車は本車をベースにしたモデルを、ポテンシャの後継としてエンタープライズという名称で生産した。
前述のようにフルモデルチェンジを果たしたとはいえ、マツダの経営状況が厳しい最中のデビューだったこともあり、開発費の都合上スキンチェンジとせざるを得ず、プラットフォームのみならずインナーパネル等に至るまで初代からの流用となった。エクステリアにおいてはヘッドライトがH4バルブ2灯になり、さらにインテリアにおいても後部座席の独立式ヘッドレストの廃止、ウインカーやパーキングブレーキの解除スイッチ、灰皿といった可動部の動作の質の低さなど、コストダウンがはっきり分かってしまうほどの品質低下がみられ、さらにはマツダの販売チャンネルの整理および経営改革の真っ只中という悪条件が重なり、競合車種のトヨタ・クラウン、日産・セドリック/グロリアのみならず、トヨタ・ウィンダム、日産・セフィーロ、三菱・ディアマンテなどのFFミドルセダンという新興勢力の中にも埋もれてしまい、販売は苦戦した。
エンジンは初代と同様にV型6気筒のみだが、全車3Lのみで2.5Lは廃止された。センティアからの3.0L V6DOHC24バルブ（205馬力）と、MPVやかつての5代目ルーチェと共通のSOHC18バルブ（160馬力）の2種類が用意された。また、初代に続いて車速感応型4WSを搭載するモデルも用意されたが、日産自動車のSUPER HICASのようなヨーレート感応型ではなかったことから作動に違和感があったため、それを和らげるために最大転舵角を7度から5度に縮小した。
1997年9月、マイナーチェンジでフロントグリルの桟が横向きから縦向きに変更され、マツダの新CIマークに変更された。また、それまでロイヤルクラシック以外には採用されていなかったフェンダーマーカーやシェードつきフロントガラスなどをほぼ全車に採用するなど、見劣りしていた内外装のグレードアップも図られた。
2000年6月、生産終了。流通在庫分のみの販売となる。
決算となる2000年11月までに流通在庫分の未登録車の登録をすべて完了し、販売終了。これにより、マツダから後輪駆動の高級セダンが消滅した。事実上の後継車はセンティアより格下であるミレーニアとなった。

## 車名の由来
車名のセンティアは、フランス語で「感じる」を意味するsentirとラテン語で「場所」を意味するiaとを組み合わせできた造語で、「感動を呼ぶ洗練された空間」の意味合いが込められている。